# Лайакюла
Ла́йакюла (эст. Laiaküla — «Широкая деревня») — микрорайон в районе Пирита города Таллина, столицы Эстонии.

## География

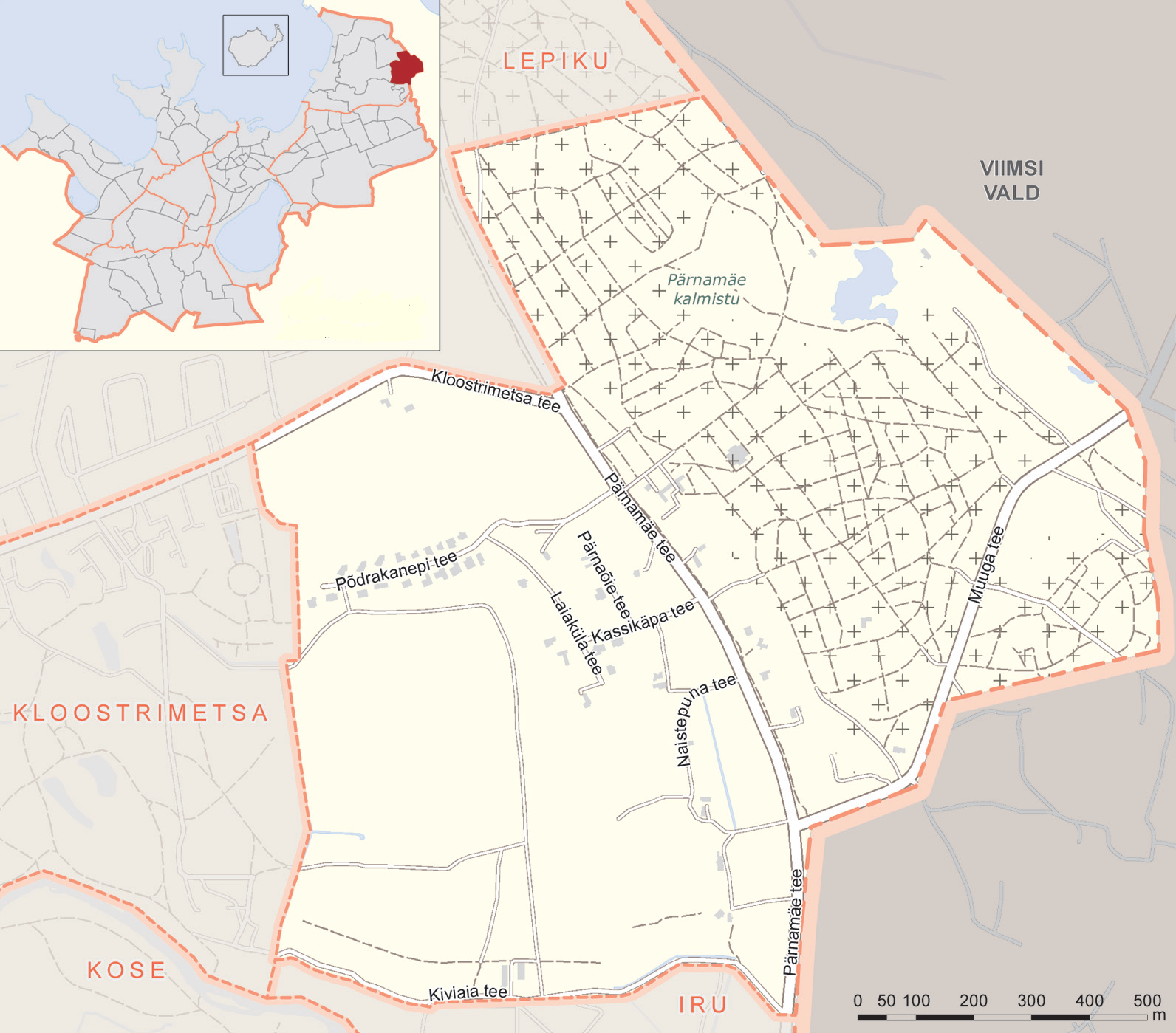
Карта микрорайона Лайакюла

Расположен на востоке Таллина. Граничит с микрорайонами Иру, Клоостриметса, Лепику и волостью Виймси. Площадь — 1,59 км². Плотность населения на 1 января 2023 года — 178,6 чел/км². Значительную часть территории микрорайона занимает кладбище Пярнамяэ.

## Улицы
По микрорайону проходят улицы Кассикяпа, Кивиайа, Клоостриметса, Лайакюла, Мику, Мууга, Найстепуна, Пийпхена, Прууали, Пыдраканепи, Пярнайыэ, Ристаайа.
Многие улицы Лайакюла имеют «растительные» названия: эст. Naistepuna — Зверобойная, эст. Piipheina ― Ожиковая, эст. Põdrakanepi ― Иван-чайная,   эст. Kassikäppa ― Кошачьей лапки, эст. Pärnamäe ― Липовой горы, эст. Pärnajõe ― Липовой реки.

## Население
| Численность населения микрорайона Лайакюла на 1 января по данным Регистра народонаселения | Численность населения микрорайона Лайакюла на 1 января по данным Регистра народонаселения | Численность населения микрорайона Лайакюла на 1 января по данным Регистра народонаселения | Численность населения микрорайона Лайакюла на 1 января по данным Регистра народонаселения | Численность населения микрорайона Лайакюла на 1 января по данным Регистра народонаселения | Численность населения микрорайона Лайакюла на 1 января по данным Регистра народонаселения | Численность населения микрорайона Лайакюла на 1 января по данным Регистра народонаселения | Численность населения микрорайона Лайакюла на 1 января по данным Регистра народонаселения |
| 2008                                                                                      | 2010                                                                                      | 2011                                                                                      | 2012                                                                                      | 2013                                                                                      | 2014                                                                                      | 2015                                                                                      | 2016                                                                                      |
| ----------------------------------------------------------------------------------------- | ----------------------------------------------------------------------------------------- | ----------------------------------------------------------------------------------------- | ----------------------------------------------------------------------------------------- | ----------------------------------------------------------------------------------------- | ----------------------------------------------------------------------------------------- | ----------------------------------------------------------------------------------------- | ----------------------------------------------------------------------------------------- |
| 127                                                                                       | ↗134                                                                                      | →134                                                                                      | ↗164                                                                                      | ↗173                                                                                      | ↗178                                                                                      | ↗197                                                                                      | ↗216                                                                                      |
| 2017                                                                                      | 2018                                                                                      | 2019                                                                                      | 2020                                                                                      | 2021                                                                                      | 2022                                                                                      | 2023                                                                                      |                                                                                           |
| ↗233                                                                                      | ↗238                                                                                      | ↘236                                                                                      | ↗263                                                                                      | →263                                                                                      | ↗272                                                                                      | ↗284                                                                                      |                                                                                           |

## История

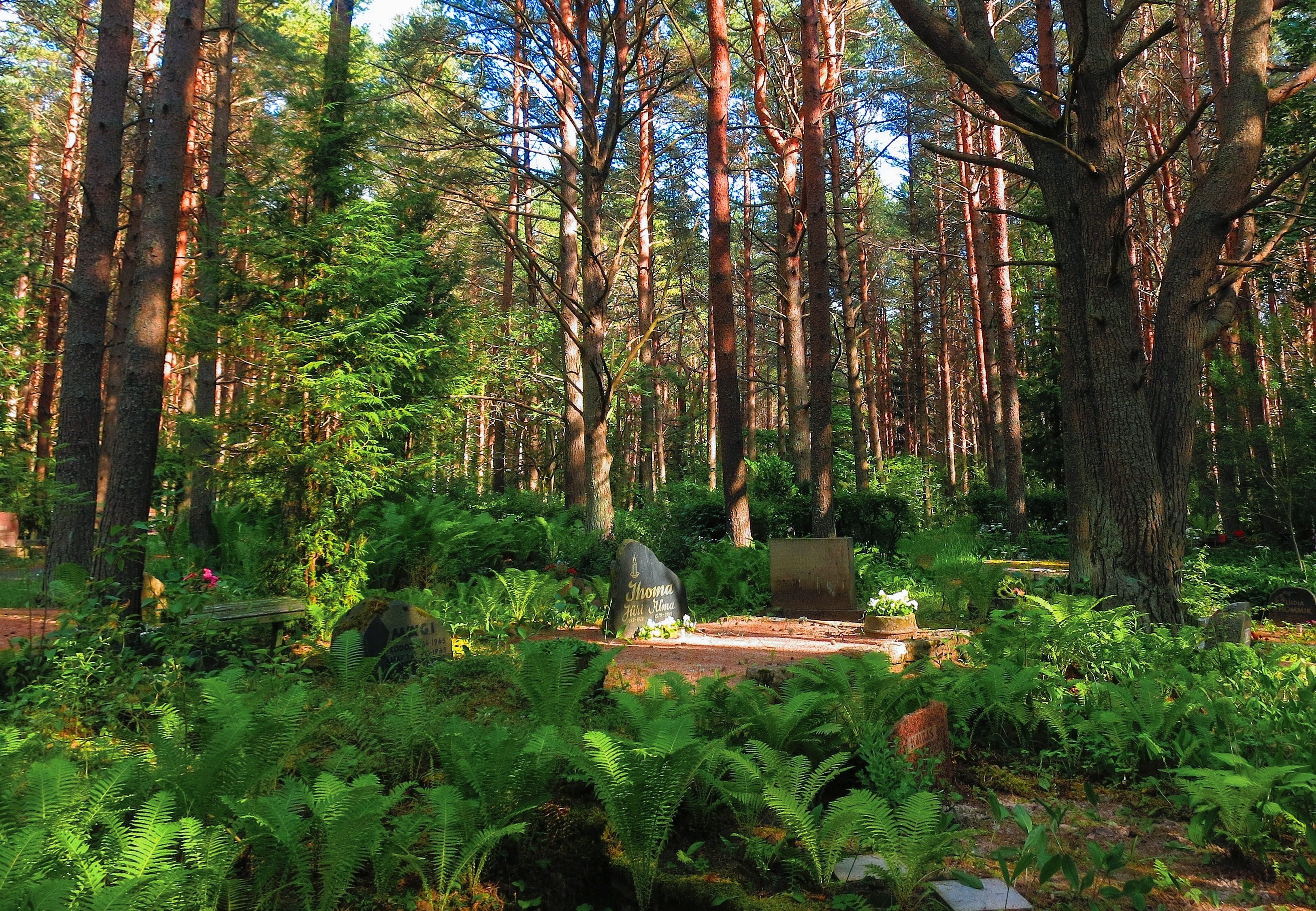
Кладбище Пярнамяэ

В начале XX века Лайакюла возникла как дочерняя деревня деревни Иру (в 1922 году упоминается как эст. Laia, в 1923 году — эст. Laiküla). Основная часть этой деревни стала микрорайоном Таллина, а часть, оставшаяся за его пределами, в 1997 году стала деревней Лайакюла.
Официально микрорайон Лайакюла был основан в 1991 году, тогда же в его границы было включено кладбище Пярнамяэ. Застроен в основном частными жилыми домами

## Общественный транспорт
В Лайакюла курсируют городские автобусы маршрутов № 34А, 38 и 49.